# U-275
| U-275                      | U-275                                                          | U-275                                                          |
| -------------------------- | -------------------------------------------------------------- | -------------------------------------------------------------- |
|                            |                                                                |                                                                |
|                            |                                                                |                                                                |
|                            |                                                                |                                                                |
| Під прапором               | Третій рейх                                                    | Третій рейх                                                    |
| Спуск на воду              | 8 жовтня 1942 року                                             | 8 жовтня 1942 року                                             |
| Виведений зі складу флоту  | 10 березня 1945 року                                           | 10 березня 1945 року                                           |
| Сучасний статус            | затоплений                                                     | затоплений                                                     |
| Проєкт                     |                                                                |                                                                |
| Тип ПЧ                     | Торпедний ДПЧ                                                  | Торпедний ДПЧ                                                  |
| Основні характеристики     |                                                                |                                                                |
| Швидкість (надводна)       | 17,7 вузла                                                     | 17,7 вузла                                                     |
| Швидкість (підводна)       | 7,6 вузла                                                      | 7,6 вузла                                                      |
| Робоча глибина занурення   | 100 м                                                          | 100 м                                                          |
| Гранична глибина занурення | 220 м                                                          | 220 м                                                          |
| Екіпаж                     | 44 особи                                                       | 44 особи                                                       |
| Розміри                    |                                                                |                                                                |
| Довжина найбільша (по КВЛ) | 67,1 м                                                         | 67,1 м                                                         |
| Ширина корпусу найб.       | 6,2 м                                                          | 6,2 м                                                          |
| Висота                     | 9,6 м                                                          | 9,6 м                                                          |
| Середня осадка (по КВЛ)    | 4,70 м                                                         | 4,70 м                                                         |
| Водотоннажність надводна   | 769 т                                                          | 769 т                                                          |
| Озброєння                  |                                                                |                                                                |
| Артилерія                  | одна палубна гармата калібру 88-мм, одна 20-мм зенітна гармата | одна палубна гармата калібру 88-мм, одна 20-мм зенітна гармата |
| Торпедно- мінне озброєння  | 4 носових і один кормовий ТА. 14 торпед або 26 мін             | 4 носових і один кормовий ТА. 14 торпед або 26 мін             |

U-275 — німецький підводний човен типу VIIC часів Другої світової війни.
Замовлення на будівництво човна було віддано 10 квітня 1941 року. Човен був закладений на верфі суднобудівної компанії «Bremer Vulkan-Vegesacker Werft» у місті Бремен-Вегесак 18 січня 1942 року під заводським номером 40, спущений на воду 8 жовтня 1942 року, 25 листопада 1942 року увійшов до складу 8-ї флотилії. Також за час служби перебував у складі 3-ї та 11-ї флотилій.
Човен зробив 9 бойових походів, в яких потопив 1 судно та 1 військовий корабель.
10 березня 1945 року затонув у Ла-Манші південніше Бічі-Хед (50°36′ пн. ш. 00°04′ зх. д. / 50.600° пн. ш. 0.067° зх. д.) внаслідок підриву на міні британського мінного поля Brazier E. Всі 48 членів екіпажу загинули.

## Командири
- Оберлейтенант-цур-зее резерву Гельмут Борк (25 листопада 1942 — липень 1944)
- Оберлейтенант-цур-зее Гельмут Веркамп (липень 1944 — 10 березня 1945)

## Потоплені та пошкоджені кораблі[3]
| Назва     | Тип            | Належність      | Дата           | Тоннаж (БРТ) | Вантаж          | Статус     | Місце                                                       |
| «Лірі»    | есмінець       | США             | 24 грудня 1943 | 1 090        |                 | потоплений | 45°15′ пн. ш. 21°40′ зх. д. / 45.250° пн. ш. 21.667° зх. д. |
| Lornaston | вантажне судно | Велика Британія | 8 березня 1945 | 4 934        | 6 002 т вугілля | потоплено  | 50°35′ пн. ш. 00°30′ зх. д. / 50.583° пн. ш. 0.500° зх. д.  |